# Josephus Lyles
Pour les articles homonymes, voir Lyles.
 (février 2018).
Si vous disposez d'ouvrages ou d'articles de référence ou si vous connaissez des sites web de qualité traitant du thème abordé ici, merci de compléter l'article en donnant les références utiles à sa vérifiabilité et en les liant à la section « Notes et références ».
Josephus Lyles (né le 22 juillet 1998 à Gainesville) est un athlète américain, spécialiste du sprint.

## Carrière
C'est un ancien élève de la T. C. Williams High School à Alexandria, Virginie.
Il détient le record du monde junior du relais 4 x 400 m obtenu avec le titre de champion panaméricain en 2017. Son record personnel sur 400 m est de 45 s 30, obtenu lors de ces mêmes championnats à Trujillo le 21 juillet 2017.
Il est le fils de Kevin Lyles, champion du monde 1995 du relais 4 x 400 m, et le frère de Noah Lyles.

## Palmarès
| Date | Compétition                        | Lieu     | Résultat | Epreuve   | Temps         |
| ---- | ---------------------------------- | -------- | -------- | --------- | ------------- |
| 2014 | Championnats du monde juniors      | Eugene   | 1er      | 4 x 400 m | 3 min 03 s 31 |
| 2015 | Championnats du monde cadets       | Cali     | 3e       | 200 m     | 20 s 74       |
| 2015 | Championnats du monde cadets       | Cali     | 2e       | 400 m     | 45 s 46       |
| 2017 | Championnats panaméricains juniors | Trujillo | 2e       | 400 m     | 45 s 30       |
| 2017 | Championnats panaméricains juniors | Trujillo | 1er      | 4 x 400 m | 3 min 00 s 33 |
| 2022 | Championnats NACAC                 | Freeport | 3e       | 200 m     | 20 s 18       |

## Records
| Épreuve | Marque  | Lieu     | Date        |
| ------- | ------- | -------- | ----------- |
| 400 m   | 45 s 09 | Clermont | 12 mai 2018 |